# Benito Nardone
Pour les articles homonymes, voir Nardone.
Benito Nardone Cetrulo (né le 22 novembre 1906 à Montevideo, Uruguay - mort le 25 mars 1964) est le président du Conseil national du gouvernement de l'Uruguay entre 1960 et 1961. Fondateur en 1951 de la Ligue fédérale d'action ruraliste (es), il était également journaliste. Allié au Parti blanco, Benito Nardone fut le plus précieux collaborateur de la CIA jusqu'en 1963,.

## Biographie
Fils d'un immigrant italien et de tradition batlliste (es), il devient journaliste. A 34 ans (1940), il commence à animer, sous le pseudonyme de « Chico-Tazo », des émissions sur CX 4 Radio Rural (es) concernant le marché national et international de laine, divulguant à son auditoire les manœuvres lucratives des intermédiaires. S'investissant dans l'activité syndicale, il fonde en 1951 la Ligue fédérale d'action ruraliste (es). Il commence alors à parcourir les congrès ruralistes et conférences à ciel ouvert.
Aux élections de 1958, il transforme la Ligue en force politique à part entière, en s'alliant au Parti blanco, permettant ainsi la victoire de ce dernier, qui n'a pas été au pouvoir depuis 1865. Il entre alors au Conseil national du gouvernement (1959-1963), la direction collégiale du pays, avec une présidente annuelle tournante, qui lui échoit en 1960. En janvier 1961, juste avant la fin de son mandat de président (mars 1961), la CIA obtient de lui l'expulsion de l'ambassadeur cubain, Mario García Incháustegui, ainsi que du premier secrétaire de l'ambassade de l'URSS,.
Après 1963, il revient à ses activités syndicales et médiatiques, adoptant un ton de plus en plus conservateur et anti-communiste. Atteint d'un cancer, et en raison de l'opposition du nouvel ambassadeur des États-Unis, Wymberly Coerr, Nardone n'est par la suite plus qu'un simple informateur de la CIA.
Il se rend au village natal de son père, Gaeta, pour l'inauguration, le 1er décembre 1960, d'un monument consacré au libertador José Gervasio Artigas et sculpté par Eugenio Prati. La commune de Gaeta le fait ainsi citoyen d'honneur.